# Coppe calcistiche europee

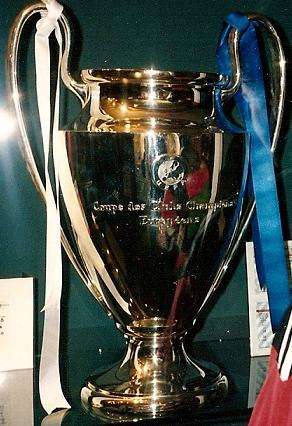
La UEFA Champions League è la competizione calcistica europea per club più prestigiosa.

Con competizioni calcistiche europee, o colloquialmente con il termine di coppe europee, ci si riferisce, in ambito calcistico, alle manifestazioni stagionali per club organizzate esclusivamente sul territorio europeo.

## Storia

### 1927-1955
L'esigenza di un'attività internazionale di club fu molto sentita fin dagli albori del calcio europeo, tuttavia la FIFA considerò sempre le squadre nazionali come le uniche realmente deputate a misurare i risultati sportivi delle diverse nazioni. Al di là delle competizioni organizzate fra federazioni distinte, ma appartenenti a una stessa realtà politica, come la Gran Bretagna o l'Impero austro-ungarico, che apparvero già prima della Grande Guerra, il principale tentativo infrabellico di organizzare un torneo ufficiale fra società di Stati separati fu la Coppa Mitropa, mentre quattro anni dopo la conclusione del secondo conflitto mondiale nacque l'esperienza della Coppa Latina e nel 1952 della Coppa Grasshoppers. Entrambi i tornei, dunque, interessarono solo un'area limitata del continente europeo. I tre tornei, chi più chi meno, comunque contribuirono allo sviluppo delle manifestazioni calcistiche a livello continentale e, in particolare, condussero all'istituzione della Coppa dei Campioni d'Europa nel 1955.

### Dal 1955 a oggi
Nel 1955 venne creata la prima competizione UEFA stagionale, ovvero la Coppa dei Campioni (oggi UEFA Champions League), seguita nel 1960 dalla Coppa delle Coppe UEFA (soppressa nel 1999), nel 1971 dalla Coppa UEFA (oggi UEFA Europa League) e nel 2021 dalla UEFA Europa Conference League (oggi UEFA Conference League).
Al di fuori dell'UEFA, nel 1955 fu creata la Coppa delle Fiere, riconosciuta a posteriori dalla stessa confederazione europea quale antesignana ufficiosa della Coppa UEFA/Europa League. Nacque da un'idea del dirigente sportivo svizzero Ernst Thommen, che anni prima aveva già progettato una coppa a inviti con club di città europee di primo piano, la Coppa Grasshoppers. Dopo il rifiuto da parte della UEFA, non interessata a sobbarcarsi la gestione di una nuova competizione dopo la già lanciata Coppa dei Campioni, Thommen, vicepresidente FIFA, si rivolse proprio alla federazione internazionale che, pur restando ufficialmente fuori dall'organizzazione, nello stesso anno avallò informalmente l'istituzione di un comitato organizzativo per dare vita alla "Fiere". Questa rimarrà nel calendario calcistico europeo fino al 1971, raggiungendo – l'unica – un seguito paragonabile a quello delle competizioni confederali, tanto da spingere l'UEFA ad avocarne a sé la gestione per dare vita, sul calco della stessa, alla nuova Coppa UEFA; tuttavia la stessa confederazione non convalida una continuità storico-statistica tra le due competizioni.
Nel 1959 nasce la Coppa dell'Amicizia, competizione calcistica internazionale per club e rappresentative di Lega, che si è svolta in forma amichevole nell'arco di tempo compreso tra il 1959 al 1968.
La Coppa delle Alpi, creata nel 1960 e organizzata FIGC e ASF, è stata una competizione calcistica per squadre di club disputata fino al 1987. È considerata, assieme alla Coppa Rappan e al Torneo Anglo-Italiano, tra le manifestazioni progenitrici della Coppa Intertoto UEFA. Nel 1961 nasce la Coppa Piano Karl Rappan per iniziativa di Thommen e dell'austriaco Karl Rappan, progenitrice della Coppa Intertoto UEFA.
La Coppa di Lega Italo-Inglese era una competizione calcistica disputata dal 1969 al 1976, in gara di andata e ritorno, tra le squadre italiane e inglesi vincitrici della Coppa Italia e della Football League Cup nelle prime tre edizioni, mentre nelle ultime due edizioni a contendere la coppa alle compagini italiane furono le vincitrici della Coppa d'Inghilterra. La Coppa Anglo-Italiana, era una competizione calcistica tra club italiani e inglesi, svoltasi dal 1970 al 1996. Ideata nel 1969 da Gigi Peronace, manager italiano che si era trasferito in Inghilterra negli anni 1960, aveva il patrocinio dell'UEFA, della FIGC e della FA.
Nel 1973 la UEFA si assunse l'organizzazione della Supercoppa UEFA disputata tra i detentori della Coppa dei Campioni e quelli della Coppa delle Coppe (questi ultimi sostituiti dal 2000 dai detentori della Coppa UEFA, oggi Europa League, causa la sopravvenuta soppressione della Coppa delle Coppe). Tra il 1995 e il 2008 fu infine organizzata la Coppa Intertoto UEFA, torneo estivo in cui in palio vi era, oltre al trofeo, la possibilità di qualificarsi alla Coppa UEFA.

## Composizione

### UEFA

#### Trofei vigenti
- UEFA Champions League, fino al 1991-92 nota come Coppa dei Campioni.
Riservata ai campioni nazionali delle federazioni affiliate fino all'edizione 1996-97. Dall'edizione 1997-98 sono ammesse le prime classificate dei campionati nazionali, fino a un massimo di 4 per i paesi ai primi posti nella classifica del coefficiente UEFA.
- UEFA Europa League, fino al 2008-09 nota come Coppa UEFA.
Riservata alle squadre classificatesi, nei rispettivi campionati nazionali, immediatamente dopo la squadra o le squadre che hanno diritto a partecipare alla Coppa dei Campioni/Champions League.
- UEFA Conference League.
Riservata alle squadre classificatesi, nei rispettivi campionati nazionali, immediatamente dopo la squadra o le squadre che hanno diritto a partecipare all'Europa League (per le migliori 15 federazioni del ranking UEFA) o alla Champions League (per le restanti federazioni).
- Supercoppa UEFA.
Disputata, fino al 1999, tra i vincitori della Coppa dei Campioni/Champions League e la Coppa delle Coppe; dal 2000, dopo la soppressione della Coppa delle Coppe, tra i vincitori della Champions League e della Coppa UEFA/UEFA Europa League.

#### Trofei soppressi
- Coppa delle Coppe UEFA, dal 1961 al 1999.
Vi si qualificavano le vincitrici delle varie coppe nazionali. Dopo l'abolizione di tale coppa, le squadre vincitrici della coppa nazionale si qualificano alla Coppa UEFA/Europa League.
- Coppa Intertoto UEFA, dal 1995 al 2008.
Torneo estivo destinato alle squadre classificatesi, nei rispettivi campionati nazionali, immediatamente dopo la squadra o le squadre che avevano diritto a partecipare alla Coppa UEFA. Era l'erede della Coppa Rappan. Conferiva un posto in Coppa UEFA alle squadre che superavano la terza fase a eliminazione. Fino al 2005 la competizione laureava tre vincitori, mentre per le edizioni dal 2006 al 2008 l'UEFA consegnò il titolo di campione con il trofeo e un certificato solo al club che, dopo aver superato la terza fase a eliminazione del torneo, compiva il cammino più lungo in Coppa UEFA.

### Non UEFA
- Coppa dell'Europa Centrale,[22] dal 1927 al 1992.
È stata la più antica competizione calcistica europea per squadre di club. Conosciuta in Italia anche con il nome di Coppa Mitropa o più semplicemente Coppa Europa, per le sue prime quattordici edizioni è stata organizzata da ÖFB, MLS, ČSFS, FIGC, ASF, FSJ e FRF.
- Coppa Latina, dal 1949 al 1957.
Competizione calcistica internazionale organizzata da FIGC, FFF, RFEF e FPF, e riservata alle squadre di club campioni nazionali francesi, italiane, portoghesi e spagnole.
- Coppa Grasshoppers, dal 1952 al 1957.
Ideata da Ernst Thommen,[7] con il club del Grasshoppers, e organizzata da un comitato europeo indipendente alle organizzazioni sportive. La partecipazione al torneo fu su invito, che fu esteso a sei squadre europee: gli austriaci dell'Austria Vienna, gli jugoslavi della Dinamo Zagabria, gli italiani della Fiorentina, gli svizzeri del Grasshoppers, i francesi del Nizza e i tedeschi occidentali dello Schalke 04.[23]
- Coppa delle Fiere, dal 1955 al 1971.
Nata da un'idea di Ernst Thommen, Ottorino Barassi e Stanley Rous come competizione a inviti, per contrapporre dapprima selezioni cittadine e poi i club meglio piazzatisi a ridosso dei campioni nazionali, nella stagione 1971-72 cessò di operare, quando l'UEFA istituì la Coppa UEFA, ereditandone il regolamento. È riconosciuta dalla UEFA come antesignana de facto della Coppa UEFA/Europa League, ma la confederazione europea non l'ha mai equiparata de iure a una competizione confederale, né ha mai avuto alcun ruolo nella sua organizzazione.
- Coppa delle Alpi, dal 1960 al 1987.
Nelle prime edizioni il lotto delle partecipanti era composto da squadre di club italiane e svizzere, alle quali si aggiunsero club tedeschi e francesi, mentre le edizioni dal 1972 al 1987 hanno visto la partecipazione esclusiva di squadre transalpine ed elvetiche.
- Coppa Piano Karl Rappan, dal 1961 al 1994.
Nota anche come Coppa Internazionale di Calcio o, colloquialmente, Coppa d'Estate. Progenitrice della Coppa Intertoto UEFA, nacque per iniziativa dell'austriaco Karl Rappan e dello svizzero Ernst Thommen. La manifestazione rimase in secondo piano per molti anni finché, nel 1995, l'UEFA decise di inserirla tra i propri tornei, trasformandola in una competizione d'accesso alla Coppa UEFA.
- Coppa di Lega Italo-Inglese, dal 1969 al 1976.
Era una competizione calcistica disputata in gara di andata e ritorno tra squadre italiane e inglesi; nelle prime tre edizioni a fronteggiarsi erano le vincitrici della Coppa Italia e della Coppa di Lega Inglese, mentre nelle ultime due a contendere la coppa alle compagini italiane furono le vincitrici della Coppa d'Inghilterra.
- Coppa Anglo-Italiana, dal 1970 al 1996.
Anch'essa una competizione calcistica tra club italiani e inglesi, che godeva del patrocinio dell'UEFA, della FIGC e della FA. La motivazione principale della sua nascita, era dare un palcoscenico europeo alle squadre dei due paesi: le inglesi, a causa delle rigide regole imposte dalla Football Association, e le italiane che non potevano partecipare alla Coppa delle Fiere.

## Vittorie per squadra
La seguente tabella mostra i successi nelle coppe europee principali succedutesi nel corso del tempo, delle due manifestazioni extra-stagionali, e infine viene mostrato il totale delle coppe europee detenute da ogni squadra.
- Legenda:
  - UCL = UEFA Champions League (già Coppa dei Campioni)
  - CdC = Coppa delle Coppe UEFA
  - UEL = UEFA Europa League (già Coppa UEFA)
  - CdF = Coppa delle Fiere
  - UECL = UEFA Conference League (già UEFA Europa Conference League)
  - SU = Supercoppa UEFA
  - Int = Coppa Intertoto UEFA

Nota: ordine convenzionale stilato partendo dal numero complessivo di trofei e sottraendo via via le coppe di minor importanza in caso di equivalenze.

## Vittorie per nazione
La seguente tabella raggruppa per nazioni i successi nelle varie coppe europee. Per uniformità statistica, le vittorie vengono riunite secondo le attuali appartenenze nazionali.
- la Germania comprende la vittoria del Magdeburgo, all'epoca in Germania Est;
- la Slovacchia comprende la vittoria dello Slovan Bratislava, all'epoca in Cecoslovacchia;
- la Serbia comprende la vittoria della Stella Rossa, all'epoca in Jugoslavia;
- la Croazia comprende la vittoria della Dinamo Zagabria, all'epoca in Jugoslavia;
- l'Ucraina comprende le vittorie della Dinamo Kiev, all'epoca in Unione Sovietica;
- la Georgia comprende la vittoria della Dinamo Tbilisi, all'epoca in Unione Sovietica.

Nota: ordine convenzionale stilato partendo dal numero complessivo di trofei e sottraendo via via le coppe di minor importanza in caso di equivalenze.

## Vittorie di più trofei in una stagione per una nazione
Nella stagione 1989-1990, per l'unica volta nella storia, una nazione (l'Italia) vinse tutte e tre le principali coppe europee stagionali a cui i propri club presero parte, più la Supercoppa UEFA: il Milan vinse la Coppa del Campioni e la Supercoppa, la Juventus vinse la Coppa UEFA e la Sampdoria vinse la Coppa delle Coppe. Dopo l'abolizione della Coppa delle Coppe UEFA al termine della stagione 1998-1999, non è stato più possibile replicare questo risultato, finché nel 2021-2022 è stata istituita la UEFA Conference League. La Coppa Intercontinentale e la Coppa del mondo per club FIFA, essendo coppe mondiali, non sono conteggiate nella tabella.

### Dal 1955 al 1960
| Stagione | Paese  | Coppa dei Campioni | Coppa delle Fiere |
| -------- | ------ | ------------------ | ----------------- |
| 1957-58  | Spagna | Real Madrid        | Barcellona        |
| 1959-60  | Spagna | Real Madrid        | Barcellona        |

### Dal 1960 al 1973
| Stagione | Paese       | Coppa dei Campioni | Coppa delle Coppe | Coppa delle Fiere |
| -------- | ----------- | ------------------ | ----------------- | ----------------- |
| 1960-61  | Italia      |                    | Fiorentina        | Roma              |
| 1961-62  | Spagna      |                    | Atlético Madrid   | Valencia          |
| 1965-66  | Spagna      | Real Madrid        |                   | Barcellona        |
| 1967-68  | Inghilterra | Manchester Utd     |                   | Leeds Utd         |
| 1969-70  | Inghilterra |                    | Manchester City   | Arsenal           |
| 1970-71  | Inghilterra |                    | Chelsea           | Leeds Utd         |

### Dal 1973 al 1995
| Stagione | Paese       | Coppa dei Campioni UEFA Champions League | Coppa delle Coppe | Coppa UEFA               | Supercoppa UEFA   |
| -------- | ----------- | ---------------------------------------- | ----------------- | ------------------------ | ----------------- |
| 1973-74  | Paesi Bassi |                                          |                   | Feyenoord                | Ajax              |
| 1974-75  | Germania    | Bayern Monaco                            |                   | Borussia Mönchengladbach |                   |
| 1977-78  | Inghilterra | Liverpool                                |                   |                          | Liverpool         |
| 1979-80  | Inghilterra | Nottingham Forest                        |                   |                          | Nottingham Forest |
| 1980-81  | Inghilterra | Liverpool                                |                   | Ipswich Town             |                   |
| 1983-84  | Inghilterra | Liverpool                                |                   | Tottenham Hotspur        |                   |
| 1984-85  | Italia      | Juventus                                 |                   |                          | Juventus          |
| 1988-89  | Italia      | Milan                                    |                   | Napoli                   |                   |
| 1989-90  | Italia      | Milan                                    | Sampdoria         | Juventus                 | Milan             |
| 1990-91  | Italia      |                                          |                   | Inter                    | Milan             |
| 1992-93  | Italia      |                                          | Parma             | Juventus                 |                   |
| 1993-94  | Italia      | Milan                                    |                   | Inter                    | Parma             |
| 1994-95  | Italia      |                                          |                   | Parma                    | Milan             |

### Dal 1995 al 1999
| Stagione | Paese              | UEFA Champions League | Coppa delle Coppe   | Coppa UEFA | Supercoppa UEFA | Coppa Intertoto UEFA |
| -------- | ------------------ | --------------------- | ------------------- | ---------- | --------------- | -------------------- |
| 1995-96  | Francia            |                       | Paris Saint-Germain |            |                 | Bordeaux Strasburgo  |
| 1996-97  | Germania           | Borussia Dortmund     |                     | Schalke 04 |                 | Karlsruhe            |
| 1997-98  | Spagna             | Real Madrid           |                     |            | Barcellona      |                      |
| 1998-99  | Italia Inghilterra | - Manchester Utd      | Lazio -             | Parma -    | - Chelsea       | Bologna -            |

### Dal 1999 al 2008
| Stagione | Paese         | UEFA Champions League | Coppa UEFA | Supercoppa UEFA | Coppa Intertoto UEFA |
| -------- | ------------- | --------------------- | ---------- | --------------- | -------------------- |
| 1999-00  | Italia        |                       |            | Lazio           | Juventus             |
| 2000-01  | Germania      | Bayern Monaco         |            |                 | Stoccarda            |
| 2001-02  | Inghilterra   |                       |            | Liverpool       | Aston Villa          |
| 2002-03  | Spagna        |                       |            | Real Madrid     | Malaga               |
| 2003-04  | Spagna Italia |                       | Valencia - | - Milan         | Villarreal Perugia   |
| 2004-05  | Spagna        |                       |            | Valencia        | Villarreal           |
| 2005-06  | Spagna        | Barcellona            | Siviglia   |                 |                      |
| 2006-07  | Spagna        |                       | Siviglia   | Siviglia        |                      |

### Dal 2008 al 2021
| Stagione | Paese       | UEFA Champions League | UEFA Europa League | Supercoppa UEFA |
| -------- | ----------- | --------------------- | ------------------ | --------------- |
| 2009-10  | Spagna      |                       | Atlético Madrid    | Barcellona      |
| 2010-11  | Spagna      | Barcellona            |                    | Atlético Madrid |
| 2011-12  | Spagna      |                       | Atlético Madrid    | Barcellona      |
| 2013-14  | Spagna      | Real Madrid           | Siviglia           |                 |
| 2014-15  | Spagna      | Barcellona            | Siviglia           | Real Madrid     |
| 2015-16  | Spagna      | Real Madrid           | Siviglia           | Barcellona      |
| 2016-17  | Spagna      | Real Madrid           |                    | Real Madrid     |
| 2017-18  | Spagna      | Real Madrid           | Atlético Madrid    | Real Madrid     |
| 2018-19  | Inghilterra | Liverpool             | Chelsea            |                 |

### Dal 2021 ad oggi
| Stagione | Paese              | UEFA Champions League | UEFA Europa League | UEFA Conference League | Supercoppa UEFA |
| -------- | ------------------ | --------------------- | ------------------ | ---------------------- | --------------- |
| 2022-23  | Inghilterra Spagna | Manchester City -     | - Siviglia         | West Ham Utd -         | - Real Madrid   |
| 2024-25  | Inghilterra        |                       | Tottenham          | Chelsea                |                 |